# Alexis Carrión
Alexis Enrique Carrión – wenezuelski zapaśnik walczący w stylu wolnym. Brązowy medalista igrzysk Ameryki Środkowej i Karaibów w 1978. Mistrz igrzysk boliwaryjskich w 1977 roku.